# Silvia Clemente Municio
Silvia Clemente Municio, née le 6 septembre 1967, est une femme politique espagnole membre du Parti populaire (PP) puis de Ciudadanos (Cs).
Elle est élue présidente des Cortes de Castille-et-León en juin 2015.

## Biographie

### Vie privée
Elle est mariée et mère de deux enfants.

### Formation et profession
Elle est titulaire d'une licence en droit obtenue à l'université autonome de Madrid. Elle est fonctionnaire de carrière du Corps supérieur de l'Administration de Castille-et-León. Elle commence son activité en 1995 au sein du service territorial à l'Agriculture et à l'Élevage de Ségovie. L'année suivante, elle devient gérante territoriale des services sociaux de Ségovie. C'est à cette période que les compétences en matière de services sociaux sont transférées à la communauté autonome de Castille-et-León. Elle acquiert de fait la responsabilité de diriger les centres pour personnes âgées, handicapées et mineurs et l'action sociale.

### Responsabilités exécutives
Elle est nommée directrice générale chargée de la Qualité environnementale le 5 août 1999 par le premier vice-président et conseiller à l'Environnement de la Junte de Castille-et-León, José Manuel Fernández Santiago. Après la formation du premier gouvernement de Juan Vicente Herrera en mars 2001, elle est nommée conseillère à l'Environnement. Elle fait ainsi adopter un plan forestier régional, un plan d'irrigation destiné à éradiquer les problèmes durant la période estivale et implante une stratégie d'éducation environnementale.
Elle change d'attributions en 2003 lorsqu'elle est nommée conseillère à la Culture et au Tourisme, un département exécutif créé afin de rassembler les compétences en matière de culture, tourisme et sports. Durant ses fonctions, elle permet la création du musée d'arts contemporains de Castille-et-León (MUSAC), du festival des arts de Salamanque et du label touristique Castilla-y-León es vida.
Entre 2007 et 2015, elle exerce les responsabilités de conseillère à l'Agriculture et à l'Élevage. Elle présente alors la loi agraire de Castille-et-León et développe le label régional d'aliment de qualité Tierra de Sabor.

### Parlementaire puis présidente des Cortes
Choisie pour conduire la liste du PP dans la circonscription de Ségovie, elle est élue députée aux Cortes de Castille-et-León à l'occasion des élections castillanes de mai 2003. Elle est réélue en 2007, 2011 et 2015 après avoir conduit la liste lors des deux derniers scrutins. Le 16 juin 2015, elle est élue présidente des Cortes au terme du second tour avec les seules voix du PP.
Elle annonce sa démission de toutes ses fonctions et son abandon du PP le 21 février 2019 après avoir sévèrement critiqué Alfonso Fernández Mañueco, élu deux ans plus tôt président du PP de Castille-et-León et dont elle avait été la coordonnatrice de campagne. Lors de la conférence de presse, elle dit qu'il « n'est pas possible de travailler sans conviction, sans enthousiasme, sans croire dans le projet ni dans celui qui le dirige actuellement, Alfonso Fernández Mañueco, une personne qui n'a pas de parole, qui n'a pas de capacité et qui manque complètement de leadership »,. Elle évoque l'idée selon laquelle Mañueco l'a empêchée de concourir aux primaires conservatrices de mars 2017 en se servant de son aide,. Son siège parlementaire revient à Raquel Sanz Lobo (ca), porte-parole du PP à la mairie de Sepúlveda et veuve du torero Víctor Barrio.